# Marquês de Pombal (título)
Marquês de Pombal é um título nobiliárquico português criado, de juro e herdade, por D. José I de Portugal, por Decreto de 16 de Setembro de 1769, a favor de Sebastião José de Carvalho e Melo, 1.º conde de Oeiras, diplomata e primeiro-ministro de Portugal.

## História

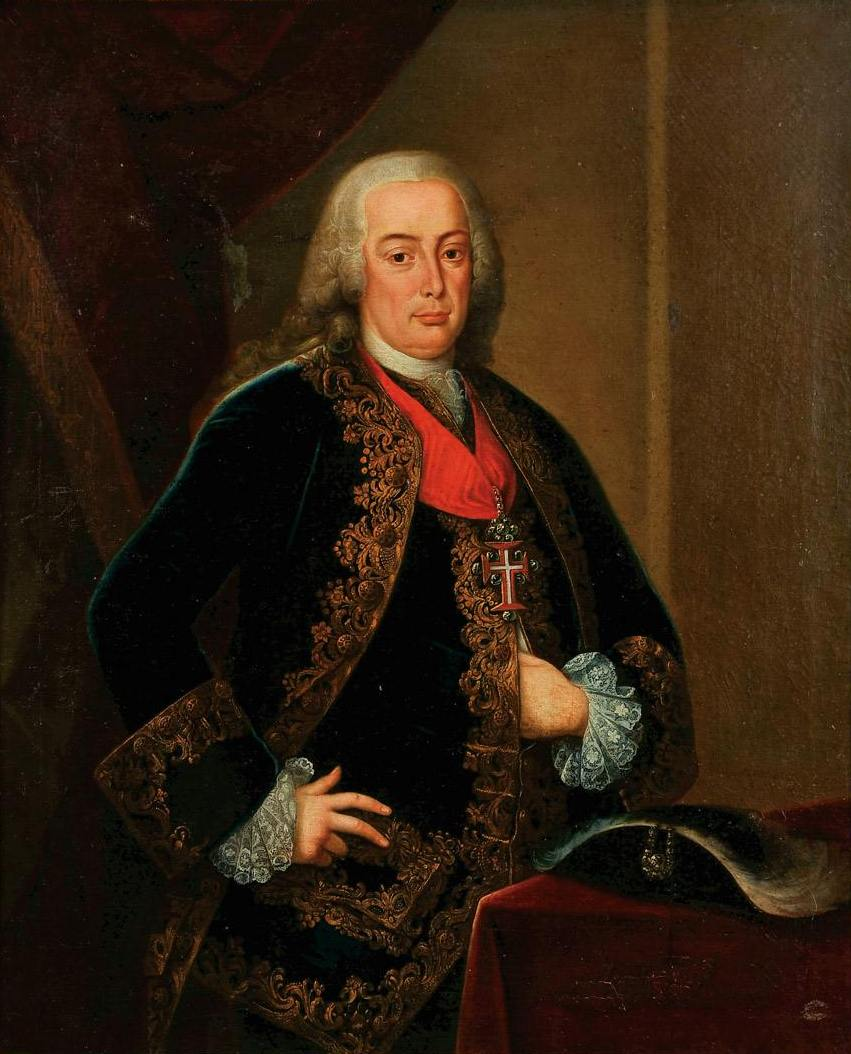
Sebastião José de Carvalho e Melo, o primeiro marquês de Pombal

## Marqueses de Pombal

### Titulares
1. Sebastião José de Carvalho e Melo (1699–1782), 1.º marquês de Pombal e 1.º conde de Oeiras; primeiro-ministro de Portugal
2. Henrique José de Carvalho e Melo (1748–1812), 2.º conde de Oeiras e 2.º marquês de Pombal, Presidente do Senado da Câmara de Lisboa. Por não ter gerado descendência legítima seu irmão sucedeu-lhe nos títulos da Casa.
3. José Francisco Xavier Maria de Carvalho Melo e Daun (1753–1821), 3.º marquês de Pombal, 3.º conde de Oeiras e 1.º conde da Redinha; irmão do anterior
4. Sebastião José de Carvalho Melo e Daun (1785–1834), 4.º marquês de Pombal, 4.º conde de Oeiras e 2.º conde de Redinha
5. Manuel José de Carvalho Melo e Daun de Albuquerque Sousa e Lorena (1821–1886), 5º marquês de Pombal e 6.º conde de Oeiras
6. António de Carvalho e Melo Daun e Albuquerque e Lorena (1850–1911),  6.º marquês de Pombal, 8.º conde de Oeiras e 5.º conde de Santiago de Beduído. A este se deve a criação da Assembleia dos Cavaleiros Portugueses da Ordem Soberana e Militar de Malta, fundada em 1899, de que foi o seu primeiro presidente até 1911.[2]
7. Manuel José de Carvalho e Daun de Albuquerque e Lorena (1875-?), 7.º marquês de Pombal e 9.º conde de Oeiras
8. Sebastião José de Carvalho Daun e Lorena (1903-?), 8.º marquês de Pombal, 11.º conde de Oeiras e 7.º conde de Santiago de Beduído
9. Manuel Sebastião de Almeida de Carvalho Daun e Lorena (1930–2021), 9.º marquês de Pombal, 12.º conde de Oeiras e 8.º conde de Santiago de Beduído
10. Sebastião José de Carvalho Daun e Lorena (n. 1955), 10.º marquês de Pombal, 13.º conde de Oeiras e 9.º conde de Santiago de Beduído

### Armas
Carvalho (plenas): de azul, com uma estrela de ouro de oito raios, encerrada numa caderna de crescentes de prata.

## Genealogia
- Sebastião José de Carvalho e Melo (1699–1782), 1º Marquês de Pombal 
  -  Henrique de Carvalho e Melo (1742–1812), 2º Marquês de Pombal
  -  José de Carvalho Melo e Daun (1753–1821), 3º Marquês de Pombal e 1º Conde da Redinha
    -  Sebastião de Carvalho Melo e Daun (1785-1834), 4º Marquês de Pombal e 2º Conde da Redinha
      - João Daun e Lorena (1817–1823), 5º conde de Oeiras
      -  Manuel Sousa e Lorena (1821-1886), 5º Marquês de Pombal
        - Sebastião da Silva e Lorena (1849–1874), 7º Conde de Oeiras
        -  António de Albuquerque e Lorena (1850–1911), 6º Marquês de Pombal
          -  Manuel de Albuquerque e Lorena (1875–?), 7º Marquês de Pombal 
            - António Daun Lorena (1901–1943), 10º Conde de Oeiras
            -  Sebastião Daun e Lorena (1903–?), 8º Marquês de Pombal 
              -  Manuel de Carvalho Daun e Lorena (1930–2021), 9º Marquês de Pombal
                -  Sebastião Daun e Lorena (n. 1955), 10º Marquês de Pombal

    -  Nuno Daun e Lorena (1793–1865), 3º Conde da Redinha
      - Condes da Redinha